# Kalciumhydroxid
Kalciumhydroxid, eller släckt kalk, är en kemisk förening av grundämnena kalcium, syre och väte med kemisk formel Ca(OH)2. Som alla hydroxider är den en jonförening som i fast form bildar nätverk av positiva kalciumjoner (Ca2+) och negativa hydroxidjoner (OH-).
Kalciumhydroxid bildas om kalciumoxid (CaO; bränd kalk) får reagera med vatten. Man säger att den brända kalken släcks med vattnet, så att man får släckt kalk. Om man tillsätter ett överskott av vatten får man en lösning av kalciumhydroxid som kallas kalkvatten. Eftersom hydroxiden är en stark bas, är lösningen frätande.
Kalciumhydroxid används i murbruk (tillsammans med sand och vatten). Kalciumhydroxiden reagerar med koldioxiden i luften och omvandlas till kalciumkarbonat (krita). Det är det som gör att bruket hårdnar. Samtidigt frigörs vattenmolekyler som avdunstar. Kalciumhydroxid används även för vatten- och rökgasrening.
Luten till lutfisk är en vattenlösning av kalciumhydroxid och natriumkarbonat (soda). När kalciumhydroxid används som tillsats till livsmedel betecknas den med E-nummer E 526.

## Olika typer av släckt kalk
Det finns många olika sätt att släcka kalk på som används i byggnadssammanhang:
- Torrsläckt kalk, den vanligaste metoden  då "packstenen" (bränd kalksten) släcks med exakt mängd vatten för att göra den till pulver.
- Våtsläckt kalk innebär att packstenen släcks med ett överskott av vatten till en konsistens som filmjölk, sedan lagras den i gravar i marken i minst ett år före användning. Under lagringen avgår vatten så konsistensen blir tjockare.
- Jordsläckt kalk görs genom att packstenen grävs ner i marken och släcks därmed av markfukten vilket är en process på 8-10 år innan den går att använda.
- Vid marksläckt kalk läggs packstenen direkt på marken eventuellt under ett tak med öppna sidor och släcks av luftfuktighet vilket även det tar cirka 10 år.
- Stukasläckt kalk skapas genom att packsten och humusfri sand i föreskrivna proportioner, blandas i en hög som vattnas rikligt, detta sker minst en dag innan man ska använda bruket till puts eller murning. Vid husbyggen, som kan ta många dagar i anspråk, görs detta i ett stort rektangulärt, grunt trätråg kallat lave. En kalklaves sidor kan vara flera meter med kanter  drygt någon halvmeter höga. Vid arbetsdagens slut vattnas det kvarblivna bruket ordentligt, så att det inte torkar och karbonatbildning börjar i förtid, vilket skulle sänka kvaliteten.